# Dème de Vólakas
Le dème de Vólakas, en grec moderne : Δήμος Βώλακος / Dímos Vólakos, est un ancien dème du  district régional d’Élide, en Grèce-Occidentale. Depuis 2010, il est fusionné au sein du dème de Pýrgos.
Selon le recensement de 2011, la population du dème compte 2 935 habitants .